# Aimé Lafont
Pour les articles homonymes, voir Lafont.
Aimé Lafont est un écrivain français du XXe siècle.

## Biographie
Aimé Lafont publia plusieurs livres durant la période de l'entre-deux-guerres et pendant la Seconde Guerre mondiale. Il est surtout connu pour son ouvrage concernant l'écrivain Paul Valéry qu'il fréquenta et avec lequel il eut un échange sur la littérature et la musique.